# Springbrook, Iowa
Springbrook là một thành phố thuộc quận Jackson, tiểu bang Iowa, Hoa Kỳ. Năm 2010, dân số của thành phố này là 144 người.

## Dân số
Dân số qua các năm:
- Năm 2000: 182 người.
- Năm 2010: 144 người.